# Lacus Perseverantiae

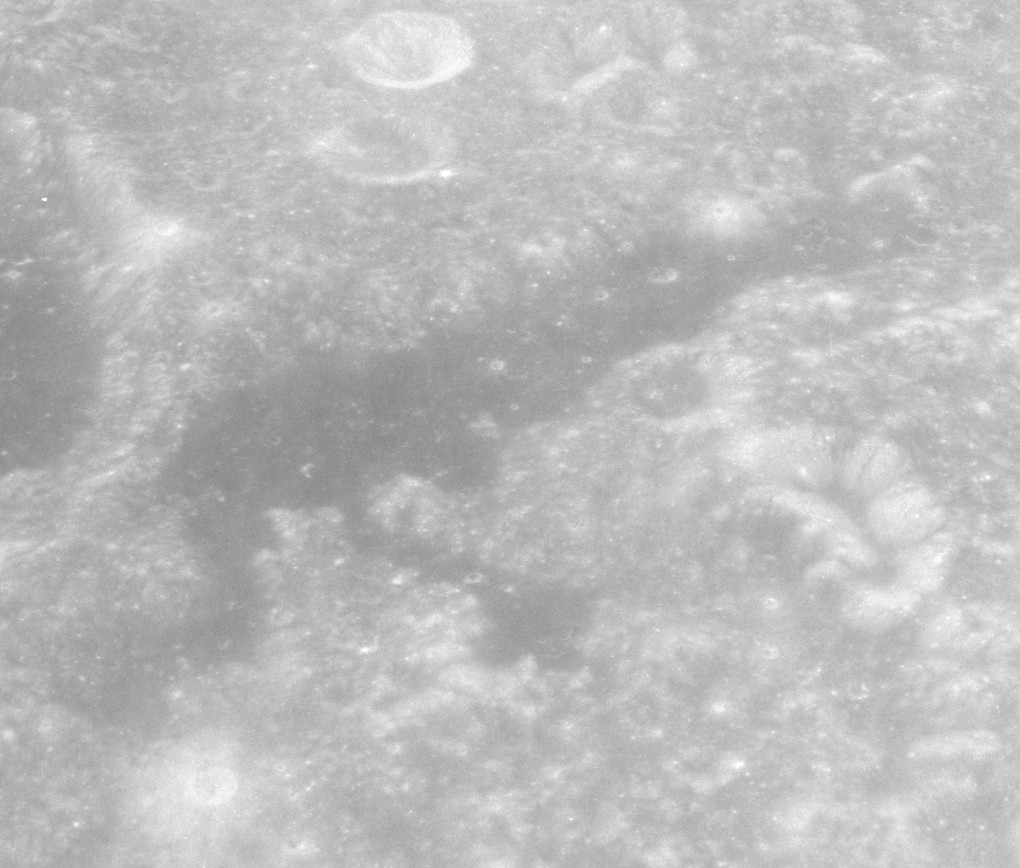
Vista oblicua del Lacus Perseverantiae mirando al sur (misión Apolo 17)

El Lacus Perseverantiae (en latín, "Lago de la Perseverancia") es un pequeño mar lunar que se extiende hacia el oeste del sector exterior noroccidental del cráter Firmicus, con extensiones más pequeñas al nordeste y noroeste de su extremo oriental.

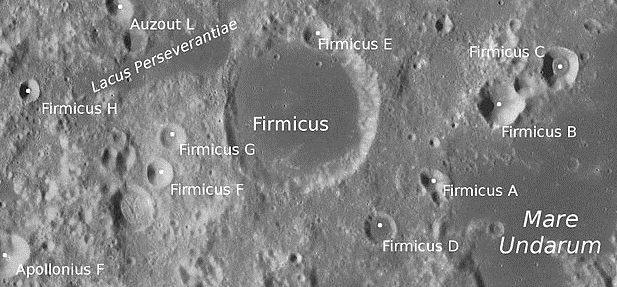
Entorno del Lacus Perseverantiae, al oeste del prominente cráter Firmicus

Sus coordenadas selenográficas son 8.0° Norte, 62.0° Este, y su longitud es de unos 70 km, aunque su ancho máximo no supera los 15 km.

## Denominación
El nombre del lago fue adoptado por la Unión Astronómica Internacional en 1979.